# マシュマロみたいなふわふわにゃんこ
マシュマロみたいなふわふわにゃんこ（ラテン文字表記：MASHUMAROMITAINAFUWAFUWANYANKO）は、日本のサンリオによるメディアミックスを展開するシリーズ。サンリオキャラクターの中では最も名前が長い。
2005年にキャラクター開発。小学校高学年の女児をメインターゲットとしている。

## 来歴
- 2006年6月10日 - サンリオショップ限定でぬいぐるみを先行販売開始。
- 2006年7月20日 - 本格的にグッズ販売を開始。
- 2006年9月30日 - 第2弾グッズを発売。

## 設定
本名は「マシュマロ」。子猫の男のコ。生誕地はフランス・パリでアパートに住んでいる。日本人ファッションデザイナーのたまごの男の子に拾われ、一緒に生活している。特技はピアノ。将来の夢は歌手。年齢は人間換算で8歳くらい。一人称は「僕」。人の言葉はしゃべれないが、だれとでも通じ合える言葉のようなものが使え、歌声はとてもきれい。おなかに不思議なパワーを秘めたお菓子のマシュマロが入ったポケットを付けている。誕生日は2月22日。

## サンリオキャラクター大賞の順位
『いちご新聞』の読者投票企画「サンリオキャラクター大賞」では第22回（2007年）の8位が歴代最高である。
2013年サンリオキャラクター大賞37位。2013年サンリオキャラクター大賞の特別企画である「これやります宣言」で、「15位以内ならみんなをマシュマロで幸せいっぱいにしてあげる」と宣言していたが、ランクインを逃した。
- 2025年サンリオキャラクター大賞41位
- 2024年サンリオキャラクター大賞52位
- 2023年サンリオキャラクター大賞49位
- 2022年サンリオキャラクター大賞44位（いちご新聞47位[9]）

- 2021年サンリオキャラクター大賞44位（いちご新聞64位[9]）

- 2020年サンリオキャラクター大賞42位（いちご新聞49位[10]）。
- 2019年サンリオキャラクター大賞43位（いちご新聞49位[11]）。
- 2018年サンリオキャラクター大賞52位（いちご新聞66位タイ[12]）。
- 2017年サンリオキャラクター大賞41位（いちご新聞43位[13]）。
- 2016年サンリオキャラクター大賞44位（いちご新聞45位タイ[14]） ／ なでる投票38位[15]。
- 2015年サンリオキャラクター大賞40位[16]（いちご新聞34位[17]）。
- 2014年サンリオキャラクター大賞20位圏外[18][19][注釈 1]（いちご新聞16位[21]）。
- 2013年サンリオキャラクター大賞37位。
- 2012年サンリオキャラクター大賞23位[22]。
- 2011年サンリオキャラクター大賞18位[23]。
- 2010年サンリオキャラクター大賞20位圏外[24]。
- 2009年サンリオキャラクター大賞10位圏外[2]。
- 2008年サンリオキャラクター大賞10位圏外。
- 2007年サンリオキャラクター大賞8位[2]
- 2006年サンリオキャラクター大賞10位圏外。

## その他
- 開発から約10年経過しているキャラクターであるが、現在のところ『いちご新聞』で未だに表紙を大きく飾ったことはない[25]。
- 「マシュマロみたいなふわふわにゃんこ」と同様のフランスが舞台という設定のサンリオキャラクターは、ほかにザシキブタやマロンクリームがある。
- マシュマロが歌っているという設定のテーマソングがあり、サンリオショップの店頭モニターや公式ウェブサイトの「ムービー」の項目で聞くことができる。
- エクサムが発売するキッズ向けトレーディングカードアーケードゲームであるハローキティとまほうのエプロン 〜サンリオキャラクター大集合!〜の第3弾〜レッツ!ハンバーガークッキング〜』に登場するキャラクターのひとつとして「マシュマロみたいなふわふわにゃんこ」が起用された[26]。